# Боровлянка (приток Тобола)
Боровлянка — река в России, протекает по Курганской области. Устье реки находится в 760 км от устья реки Тобол по правому берегу, около д. Новая Деревня. Длина реки составляет 12 км.
Река Боровлянка является памятником природы регионального значения Пойма реки является местом произрастания редких бореальных видов (цирцея альпийская, башмачок крапчатый, пузырник ломкий).
На реке расположена д. Заборская.

## Данные водного реестра
По данным государственного водного реестра России относится к Иртышскому бассейновому округу, водохозяйственный участок реки — Тобол от впадения реки Уй до города Курган, речной подбассейн реки — Тобол. Речной бассейн реки — Иртыш.
Код объекта в государственном водном реестре — 14010500312111200002280.